# والتر هاكيت
والتر هاكيت (بالإنجليزية: Walter Hackett)‏ هو لاعب كرة قاعدة أمريكي، ولد في 15 أغسطس 1857 في كامبريدج في الولايات المتحدة، وتوفي بنفس المكان في 2 أكتوبر 1920.

## وصلات خارجية
- والتر هاكيت على موقعبيزبول رفرنس.كوم (الدوري الرئيسي) (الإنجليزية)
- والتر هاكيت على موقعبيزبول رفرنس.كوم (الدوري الثانوي) (الإنجليزية)